# Mixeur de crypto-monnaie
Le texte peut changer fréquemment, n’est peut-être pas à jour et peut manquer de recul. 
Le titre et la description de l'acte concerné reposent sur la qualification juridique retenue lors de la rédaction de l'article et peuvent évoluer en même temps que celle-ci.
Le mixeur de crypto-monnaie ou le service de mixage de crypto-monnaies est un service offert dans le but de mélanger des fonds de crypto-monnaie potentiellement identifiables ou « contaminés » avec d'autres, afin d'obscurcir la piste jusqu'à la source d'origine du fonds. Cela se fait généralement en mettant en commun des fonds provenant de plusieurs entrées pendant une période de temps longue et/ou aléatoire, puis en les redistribuant vers les adresses de destination. Comme tous les jetons sont regroupés puis distribués à des moments aléatoires, il est très difficile de retracer leurs origines exactes. Ces mixeurs sont apparus pour améliorer l'anonymat des crypto-monnaies, généralement du bitcoin (d'où le mixeur Bitcoin), car les devises fournissent un registre public de toutes les transactions.

## Intérêt
Une blockchain peut être vue comme un grand livre de comptes, dans lequel des utilisateurs, appelés nœuds peuvent écrire. Ces écritures se font sous la forme de transactions, rassemblées en blocs. Une transaction peut par exemple être un échange de crypto-monnaie, aussi appelée jeton. Ces blocs seront ensuite liés entre eux cryptographiquement. Chaque nœud stockant la chaine vérifie chaque transaction, pour s'assurer qu'elle est correcte. Grâce à cela, la blockchain possède un certain nombre de propriétés, telle que la traçabilité.
Cette traçabilité possède des avantages pour certaines applications, mais peut aussi porter atteinte à la vie privée en permettant de retracer d'où proviennent les fonds présents dans un portefeuille.
Certaines blockchain ont été conçues dans le but précis de répondre à cette problématique, comme la blockchain Monero. Dans le cas des autres blockchains, des solutions ont été imaginées a posteriori, comme les mixeurs de crypto-monnaie.

## Fonctionnement
Les services de mixage prélèvent un pourcentage de frais de transaction sur le total des pièces mélangées pour réaliser un profit, généralement de 1 à 3 %. Le mélange aide à protéger la vie privée et peut également être utilisé pour le blanchiment d'argent en mélangeant des fonds obtenus illégalement. Mélanger de grosses sommes d'argent peut être illégal dans certains pays, car contraire aux lois anti-structuration . L'auteur Jeffrey Robinson, spécialisés dans les crimes financiers a suggéré que les mixeurs devraient être encadrés légalement en raison de leur utilisation potentielle dans des activités illégales, en particulier le financement du terrorisme ; cependant, un rapport du centre de lutte contre le terrorisme américain (CTC) suggère qu'une telle utilisation dans des activités liées au terrorisme est « relativement limitée ». Il y a eu au moins un incident où un échange a mis sur liste noire des dépôts « entachés » provenant de bitcoins volés.
L'existence des services de mixage a rendu l'utilisation anonyme des marchés du darknet plus facile tout en complexifiant le travail des forces de l'ordre.
En février 2020, un exploitant présumé d'un service de mixage de crypto-monnaie a été inculpé de « complot de blanchiment d'argent, exploitation d'une entreprise de transmission d'argent sans licence et transmission d'argent sans licence ».

## Blanchiment d'argent
(décembre 2022).
En décembre 2013, le service de mixage de crypto-monnaie Bitcoin Fog été utilisé pour blanchir une partie des 96 000 BTC du braquage de Sheep Marketplace. En février 2015, un total de 7 170 bitcoins a été volé à la bourse chinoise Bter.com et remontait au même service. En avril 2021, les autorités fédérales américaines ont arrêté le fondateur de Bitcoin Fog, un russo-suédois nommé Roman Sterlingov, pour blanchiment d'argent, exploitation d'une entreprise de transfert d'argent sans licence et transmission d'argent sans licence dans le district de Columbia. Au cours de ses 10 années d'activité, il aurait ainsi blanchi plus de 1,2 million de bitcoins d'une valeur d'environ 335 millions de dollars,.

## Mélangeurs pair-à-pair
Les mélangeurs dits pair-à-pair (décentralisés) offrent aux utilisateurs des contacts entre eux : l'échange de bitcoins se fait directement, sans intermédiaire. Le risque de vol de crypto-monnaie est réduit. Des protocoles tels que CoinJoin, SharedCoin et CoinSwap permettent à plusieurs utilisateurs de bitcoins de se regrouper pour former une transaction unique, qui s'effectue en plusieurs étapes lorsque le nombre requis de participants est recruté. À l'exception du serveur qui gère le mixage, aucun des clients ne stocke les adresses des expéditeurs et des destinataires. Cette transaction peut être effectuée plusieurs fois pour des destinataires différents pour compliquer la transaction d'analyse,.

## Investigation judiciaire
En avril 2024, une investigation judiciaire a été lancée par les États-Unis sur des services de ce type, en coopération avec Europol.